# Xenogeniates martinezi
Xenogeniates martinezi är en skalbaggsart som beskrevs av Villatoro och Jameson 2001. Xenogeniates martinezi ingår i släktet Xenogeniates och familjen Rutelidae. Inga underarter finns listade i Catalogue of Life.